# Tùng Điển
Tùng Điển (tên khai sinh là Trần Quang Điển; 1947−2022) là nhà văn Việt Nam, được tặng Giải thưởng Nhà nước về Văn học Nghệ thuật vào năm 2017.

## Tiểu sử
Tùng Điển, tên khai sinh là Trần Quang Điển, sinh ngày 01 tháng 01 năm 1947 tại làng Ngũ Hiệp (nay là xã Ngũ Hiệp), huyện Thanh Trì, Thành phố Hà Nội.
Tốt nghiệp phổ thông ở Trường cấp 3 Chu văn An, Tùng Điển được gọi vào Trường Đại học Thông tin liên lạc thuộc Tổng Cục Bưu điện. Năm 1970, tốt nghiệp đại học loại ưu, Tùng Điển được giữ lại làm giảng viên, giảng dạy tại trường. Đầu năm 1972, Tùng Điển gia nhập quân đội. Sau khi hoàn thành nhiệm vụ trong quân ngũ, anh không trở về trường cũ, mà chuyển qua nhiều vị trí công tác: làm biên tập viên ở Nhà Xuất bản Thanh niên, sau đó chuyển sang Nhà Xuất bản Kim Đồng.
Năm 1988, Tạp chí Tác phẩm mới của Hội Nhà văn Việt Nam ra đời, Tùng Điển về làm biên tập viên từ số đầu tiên. Rồi ông làm Thư ký Tòa soạn, Phó Tổng Biên tập thời kỳ Nguyễn Đình Thi làm Chủ tịch Hội Nhà văn Việt Nam kiêm Tổng Biên tập.
Năm 1999, Nguyễn Đình Thi mời Tùng Điển về làm Giám đốc Quỹ hỗ trợ sáng tạo Văn học của Ủy ban toàn quốc Liên hiệp các Hội Văn học Nghệ thuật Việt Nam. Có thời kỳ Tùng Điển còn đảm nhiệm thêm Chánh Văn phòng của Liên hiệp Hội.
Năm 2010, Đại hội lần thứ lần thứ VIII, Tùng Điển được  bầu làm Phó Chủ tịch Liên hiệp các Hội Văn học Nghệ thuật Việt Nam và ông tiếp tục giữ chức vụ này ở nhiệm kỳ thứ IX.
Ông là đảng viên Đảng Cộng sản Việt Nam; hội viên Hội Nhà văn Việt Nam từ năm 1978.
Ông từ trần ngày 10 tháng 7 năm 2022 tại Hà Nội.

## Sự nghiệp
Tùng Điển viết không nhiều, nhưng là nhà văn giàu nội lực. Sở trường của ông là văn xuôi. Năm 1975, ông có truyện ngắn đầu tiên Những ô cửa màu nâu. Đến nay, ông có chừng mươi đầu sách.
Về thể tiểu thuyết, ông có: Mạch ngầm (1976), Khoảng trống (1983), Người cũ (2018); về tập truyện vừa, truyện ngắn ông có: Những đứa con thành phố (1979), Bức ký họa (1985), Ngọn đèn như quả hồng chín (1987), Bãi vắng (2002)... Trong đó, một số tác phẩm của ông đã được dịch ra tiếng nước ngoài, như tập truyện ngắn Bức ký họa được dịch sang tiếng Tây Ban Nha, truyện Mắt xích dịch và in ở Nga, truyện Bãi vắng được dịch sang tiếng Anh...
Tùng Điển từng đoạt được nhiều giải thưởng về văn học: Giải thưởng của Hội Văn học Nghệ thuật Hà Nội cho tiểu thuyết Mạch ngầm (1976); Giải thưởng Văn học Công nhân cho tập truyện ngắn Những ô cửa màu nâu (1976); Giải thưởng Văn học Hà Nội 5 năm lần thứ nhất cho tập truyện ngắn Những ô cửa màu nâu (1980); Giải C của Hội Văn học Nghệ thuật Hà Nội cho tiểu thuyết Khoảng trống (1983).
Năm 2017, ông được tặng Giải thưởng Nhà nước về Văn học Nghệ thuật với tác phẩm: Những ô cửa màu nâu (tập truyện ngắn).

## Tác phẩm chính

### Tiểu thuyết
- Mạch ngầm (1976),
- Khoảng trống (1983),
- Người cũ (2018);

### Tập truyện ngắn, truyện vừa
- Những ô cửa màu nâu (1975);
- Những đứa con thành phố (1979),
- Bức ký họa (1985),
- Ngọn đèn như quả hồng chín (1987),
- Bãi vắng (2002)

## Vinh danh
- Giải thưởng Nhà nước về Văn học Nghệ thuật năm 2017.

### Giải thưởng văn học
- Giải thưởng của Hội Văn học Nghệ thuật Hà Nội (1976)
- Giải thưởng Văn học Công nhân (1976)
- Giải thưởng Văn học Hà Nội 5 năm lần thứ nhất (1980)
- Giải C của Hội Văn học Nghệ thuật Hà Nội (1983)